# 뉴캐슬 대학교 (오스트레일리아)
뉴캐슬 대학교(영어: The University of Newcastle, Australia)는 1965년에 설립된 오스트레일리아의 공립 대학이다. 뉴사우스웨일스주의 뉴캐슬의 외곽인 캘러헌에 위치하고 있다. 시드니와 싱가포르에도 부설 캠퍼스가 있으며, 일찍이 약학 대학에서 대학원생들을 위한 문제중심학습을 도입해 다양한 분야에 적용하기도 해 이 분야에서 유명한 것으로 알려져 있다.

## 역대총장
- 1966년 - 1977년 The Hon. Sir Alister McMullin KCMG
- 1977년 - 1987년 Sir Bede Callaghan CBE
- 1988년 - 1994년 The Hon. Justice Elizabeth Evatt AO
- 1994년 - 2004년 Mr Ric McKenzie Charlton
- 2004년 - 2012년 Conjoint Professor Trevor Waring AM
- 2012년 Dr Ken Moss AM

## 같이 보기
- 오스트레일리아의 대학 목록